# سرگذشت ریدیک: فرار از بوچربی
سرگذشت ریدیک: فرار از بوچربی یا سرگذشت ریدیک: فرار از خلیج قصاب (به انگلیسی: The Chronicles of Riddick: Escape from Butcher Bay) یک بازی ویدئویی اکشن و مخفی کاری اول‌شخص است که توسط استاربریز استودیوز ساخته شده و ویوندی یونیورسال گیمز آن را منتشر کرده‌است. بازی در سال ۲۰۰۴ برای اکس‌باکس و ویندوز منتشر شد، داستان این بازی پیش‌درآمدی بر فیلم علمی–تخیلی و آینده‌گرایانهٔ سرگذشت ریدیک است. بازیگر نقش اصلی فیلم، وین دیزل، علاوه بر تکرار نقش خود در بازی، در تولید بازی نیز نقش داشته‌است.
بازیْ ریدیک، ضدقهرمان دو فیلم قیرگون و سرگذشت ریدیک، را دنبال می‌کند که در تلاش برای فرار از یک زندان فوقِ امنیتی به نام بوچربی است. طراحان فرار از بوچربی برای متمایز ساختن بازی از فیلم روی شخصیت ریدیک در فضای فرار از زندان تمرکز کردند. این بازی از فیلم فرار از آلکاتراز و بازی‌های ویدئویی نیمه‌جان و اسپلینتر سل تام کلنسی تأثیر پذیرفته‌است.
منتقدانْ فرار از بوچربی را برای گرافیکش و انجامِ خوبِ عناصر مخفی‌کاری، اکشن و ماجراجویی تحسین کردند. از عیب‌هایی که برای بازی عنوان کرده‌اند کوتاهی و نبود مؤلفه‌های چندنفره در آن است. بازی افتخارات متعددی را نیز کسب کرد. کسب جایزهٔ اهرمک طلایی به‌عنوان بازی قهرمانی ناشناخته سال و جایزهٔ بازی‌های ویدئویی اسپایک برای بهترین بازی ساخته‌شده بر اساس یک فیلم از جمله جوایزی‌اند که به بازی داده شده‌است. در سال ۲۰۰۹، این بازی با جلوه‌های بصری بهتری به همراه سرگذشت ریدیک: حمله به آتنای تاریک منتشر شد.

## گیم پلی

ریدیک در حالت خفا آماده می‌شود تا با یک پیچ‌گوشتی به دشمن ضربه بزند.

در این بازی بازیکن در نقش ریچارد ب. ریدیک می‌رود و تلاش می‌کند تا از زندان بوچربی فرار کند. بازی عناصری از ژانرهای بازی ویدئویی مختلف مانند تیراندازی اول شخص، ماجراجویی، و مخفی‌کاری را به کار می‌گیرد و عمدتاً از دیدگاه اول شخص است؛ با این‌حال در برخی صحنه‌ها دیدگاهِ دوربین با سوم‌شخص عوض می‌شود. برخلاف بسیاری از بازی‌های تیراندازی اول‌شخص، بازی نمایشگر بالای سر ندارد؛ راهنمایی‌های روی صفحه محدودند به فلاش‌هایی که زمان انتخاب اسلحهٔ جدید نشان داده می‌شوند و جعبه‌های کوچک و سفیدی که جان شخصیت بازی را هنگام آسیب نشان می‌دهد. جان می‌تواند در محل های تعیین‌شده‌ای در طول بازی دوباره پر شود. در بازی آثار هنری مفهومی و فایل‌هایی ویدئویی وجود دارند که بازیکن با پیدا کردن جعبه‌های سیگار که در مراحل مختلف بازی مخفی شده‌اند می‌تواند قفل آن‌ها را باز کند.
بازیکن می‌تواند با ساکنین زندان تعامل داشته باشد و از آن‌ها مأموریت بگیرد تا با انجام این مأموریت‌ها از آن‌ها اطلاعات، ابزار و جوایز دیگر دریافت کند. می‌تواند بین بازیکن، زندانیان و زندان‌بانان درگیری‌های خشونت‌بار صورت بگیرد. بازیکن می‌تواند برای حمله به حریفان از دستان خالی ریدیک، یا سلاح‌های ابتدایی مانند چاقوی دست‌ساز و چماق استفاده کند. انجام حرکات پیچیده‌تر با ضربات زنجیره‌وار ممکن می‌شوند. در ابتدا یک سیستم امنیتی دی‌ان‌ای‌محور مانع ریدیک برای استفاده از سلاح‌های گرم می‌شود، اما در ادامه مجموعهٔ محدودی از سلاح‌ها قابل استفاده می‌شود.
«حالت خفا» زمانی فعال می‌شود که شخصیت بازی دولا می‌شود. این حالت به بازیکن این اجازه را می‌دهد تا بی‌صدا حرکت کند. در این حالت اگر بازیکن مخفی باشد، در گوشه‌های صفحهٔ نمایش سایه‌های آبی‌رنگ به نمایش در می‌آید. هنگامی که بازیکن در حالت خفاست، می‌تواند اجساد را از جلوی دید جابجا کرده و آن‌ها را از دید دشمنان مخفی کند. این حالت اجازهٔ حملاتی را می‌دهد که می‌توانند دشمنان را به سرعت بکشند؛ بازیکن می‌تواند از بالا روی دشمنان بیفتد یا آن‌ها را از پشت بکشد. در طول بازی ریدیک قابلیتی با نام آی‌شاین به دست می‌آورد که به او اجازه می‌دهد در تاریکی اطراف خود را ببیند. اگر آی‌شاین در محیط‌های روشن و نورانی استفاده شود، ریدیک موقتاً دید خود را از دست می‌دهد.

## بازخورد
| گردآورنده  | امتیاز      | امتیاز  |
| گردآورنده  | رایانه شخصی | اکس‌باکس |
| ---------- | ----------- | ------- |
| گیم‌رنکینگز | ۹۰٫۹۵٪      | ۸۸٫۷۲٪  |
| متاکریتیک  | ۹۰/۱۰۰      | ۸۹/۱۰۰  |

| ناشر                     | امتیاز      | امتیاز  |
| ناشر                     | رایانه شخصی | اکس‌باکس |
| ------------------------ | ----------- | ------- |
| وان‌آپ.کام                | A+          | A       |
| سی‌وی‌جی                   | ۸٫۶/۱۰      | ۸٫۳/۱۰  |
| یوروگیمر                 | ۹/۱۰        | ۹/۱۰    |
| گیم اینفورمر             |             | ۹٫۵/۱۰  |
| گیم‌اسپات                 | ۹٫۳         | ۹٫۳     |
| گیم‌اسپای                 | [ ۲۲ ]      | [ ۱۲ ]  |
| گیمز ریدار+              | ۸/۱۰        |         |
| گیم‌زون                   | ۹٫۲/۱۰      | ۹٫۲/۱۰  |
| آی‌جی‌ان                   | ۸٫۸/۱۰      | ۸٫۵/۱۰  |
| مکسیموم پی‌سی             | ۹/۱۰        |         |
| پی‌سی گیمر (ایالات متحده) | ۹٫۳/۱۰      |         |

فرار از بوچربی با تحسین منتقدان روبرو شد. برخی منتقدان بازی را به فیلم هم‌نامش ترجیح داده و آن را استثنائی بر قاعدهٔ کلیِ میان‌مایگیِ بازی‌های ساخته‌شده براساس فیلم‌ها دانستند. تا اوت ۲۰۰۴ از نسخهٔ اکس‌باکس بازی ۱۵۹٬۰۰۰ نسخه فروخته شد و در طول ژوئن ۲۰۰۴ این بازی میان پرفروش‌ترین بازی‌های همهٔ دستگاه‌ها بود. با این وجود نسخهٔ رایانه‌های شخصی بازی تا شش ماه پس از عرضه تنها ۳۲٬۵۰۰ نسخه فروخت.